# Vratislav (mährischer Fürst)
Vratislav (lateinisch Uratislaus) war laut den Aufzeichnungen des bayerischen Historikers Johannes Aventinus aus dem 16. Jahrhundert ein mährischer Fürst, der zu Beginn des 9. Jahrhunderts lebte. Seine tatsächliche Existenz ist umstritten, ob er zum mährischen Herrschergeschlecht der Mojmiriden gehörte, ist unbekannt.

## Leben
Laut Aventinus gab der Mährerfürst Vratislav im Jahr 805 sein Gebiet Pannonia Secunda zu Gunsten Karls des Großen auf und ließ die Burg Bratislava aus den Ruinen der römischen Siedlung Pisonium wiedererbauen, welche er nach sich als Wratisslaburgium (Vratislavia) benannt haben soll. Diese These wurde im 19. Jahrhundert auch von der slowakischen Nationalbewegung aufgegriffen, um einen slawischen Ursprung des Stadtnamens Pressburg zu begründen.
Falls Aventinus’ Aufzeichnungen korrekt sind, würde es sich bei Vratislav nach Samo um den zweiten bekannten slawischen Herrscher der mittleren Donauregion bzw. in der heutigen Slowakei handeln.